# Santibáñez de Vidriales
Santibáñez de Vidriales ist ein nordwestspanischer Ort und eine Gemeinde (municipio) mit nur noch 844 Einwohnern (Stand: 2024) im Süden der Provinz Zamora in der Autonomen Gemeinschaft Kastilien-León. Neben dem Hauptort Santibáñez de Vidriales gehören die Ortschaften Bercianos de Vidriales, Moratones, Pozuelo de Vidriales, Rosinos de Vidriales, San Pedro de la Viña, Tardemézar und Villaobispo.

## Lage und Klima
Santibáñez de Vidriales liegt am westlichen Rand der Kastilischen Hochebene (Meseta Iberica) in einer Höhe von ca. 780 m. Die Provinzhauptstadt Zamora ist gut 60 km (Fahrtstrecke) in südsüdöstlicher Richtung entfernt. 
Das gemäßigte Kontinentalklima wird nur selten vom Atlantik beeinflusst; Regen (ca. 475 mm/Jahr) fällt vorwiegend im Winterhalbjahr.

## Geschichte
In der Gemarkung der heutigen Ortschaft Rosinos de Vidriales befinden sich die Reste der römischen Siedlung Petavonium, die um 25–30 vor Christus begründet wurde und etwa im fünften nachchristlichen Jahrhundert verlassen wurde.

## Bevölkerungsentwicklung
| Jahr      | 1970 | 1981 | 1991 | 2001 | 2011 | 2021 |
| Einwohner | 2287 | 1928 | 1581 | 1334 | 1138 | 1072 |

## Sehenswürdigkeiten
- römische Reste von Petavonium
- alte Kirche
- Johannes-der-Täufer-Kirche

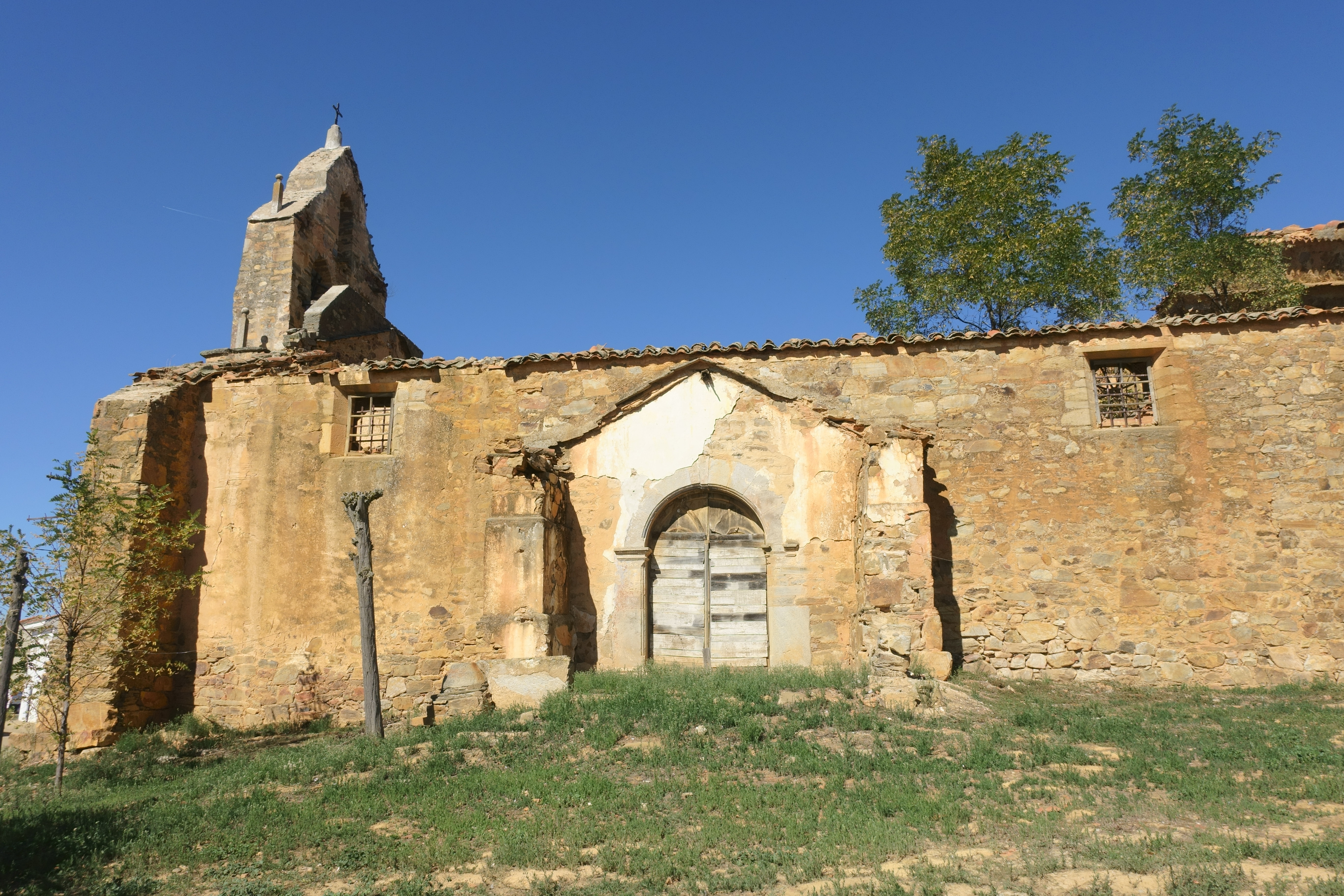
Alte Kirche
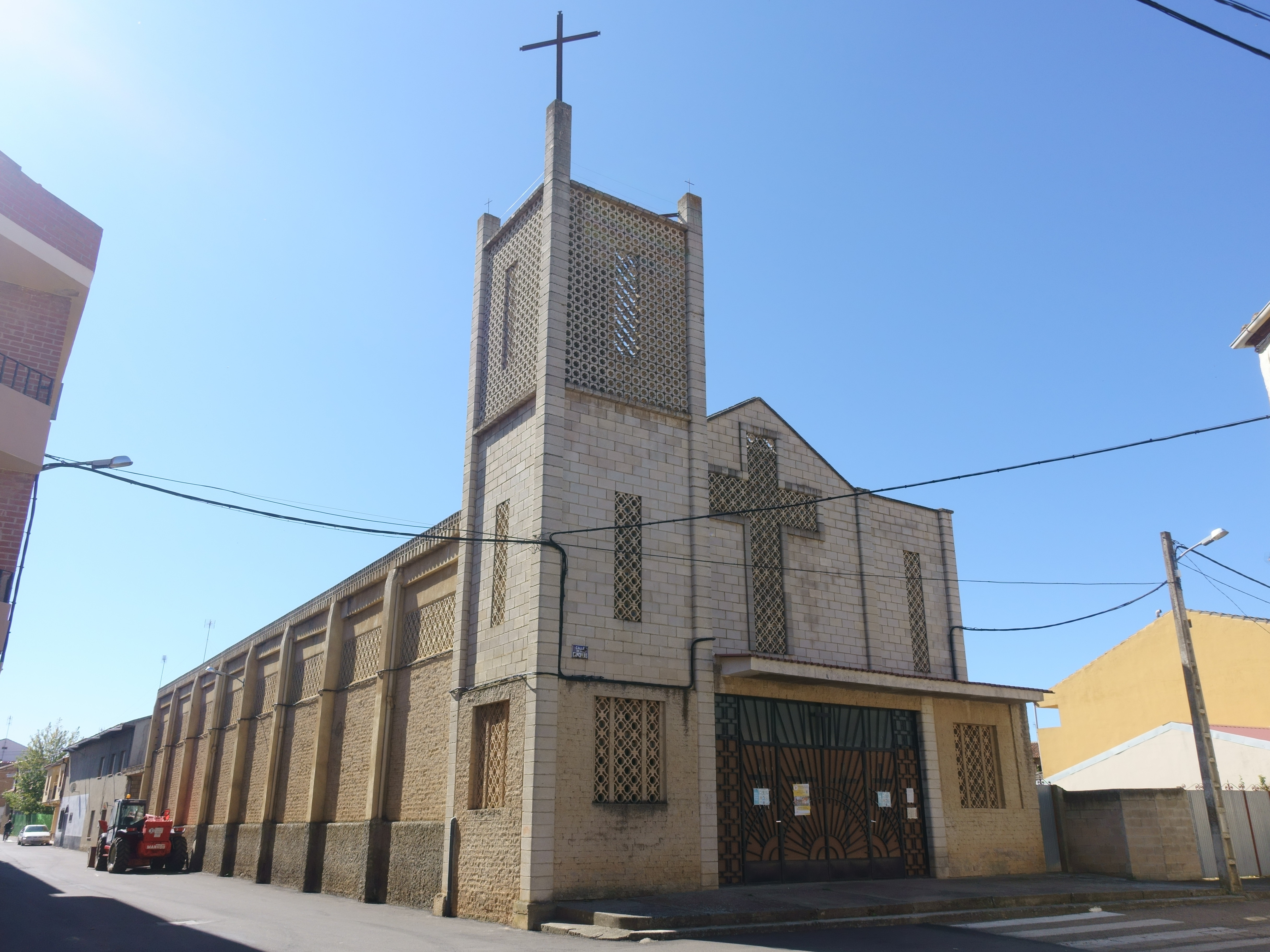
Johannes-der-Täufer-Kirche
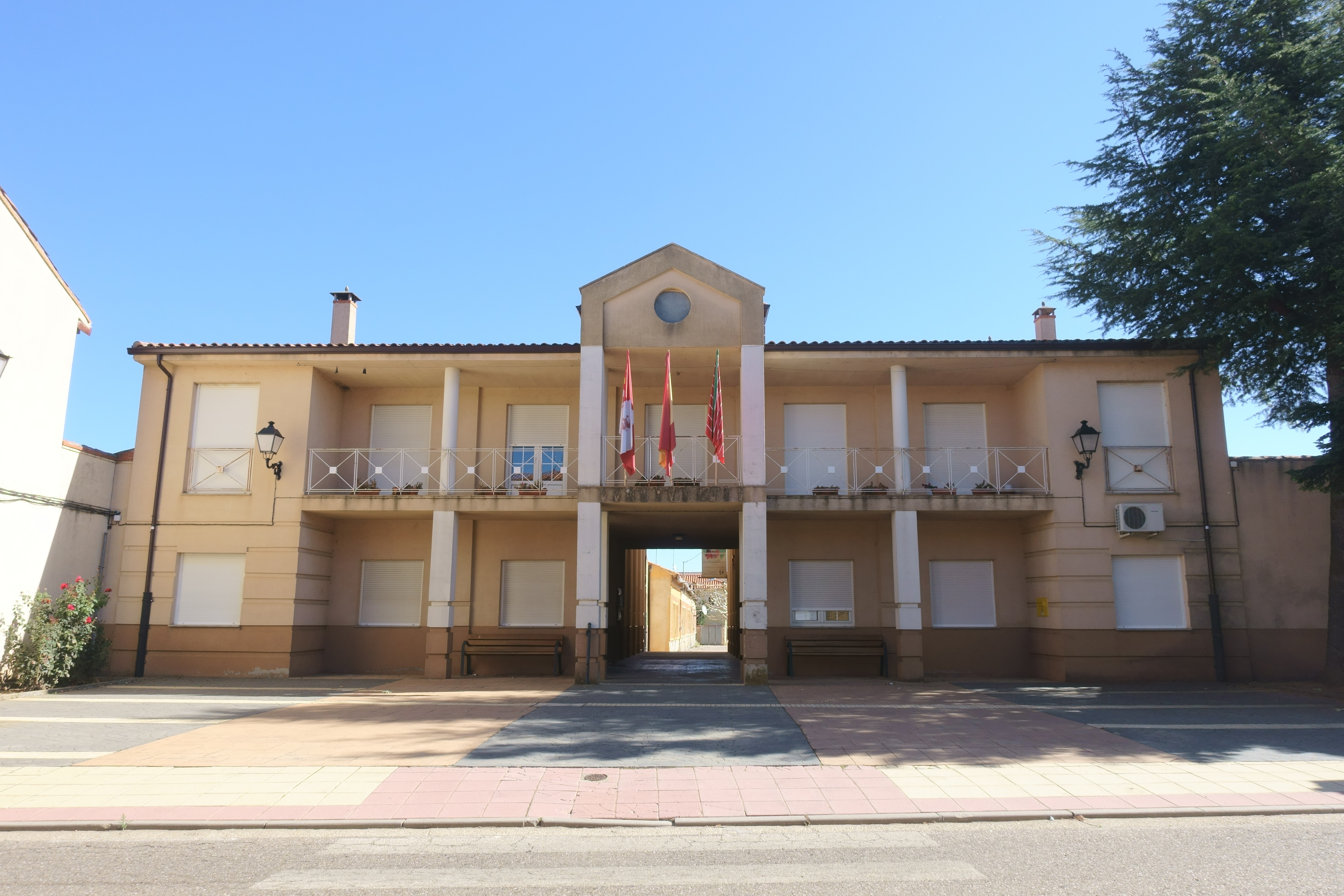
Rathaus